# Litchfield (Michigan)
Litchfield è un comune degli Stati Uniti d'America, situato nello Stato del Michigan, nella contea di Hillsdale.